# 理察·羅傑斯 (作曲家)
理察·查理斯·羅傑斯（英語：Richard Charles Rodgers，1902年6月28日—1979年12月30日），是美國杰出的流行音樂及音樂劇作曲家。他與作詞家奧斯卡·漢默斯坦二世一同合作一系列的音樂劇最為人所認識：包括《南太平洋》、《國王與我》、《音乐之声》、《奧克拉荷馬》等，不少都是大眾耳熟能詳的作品，時至今日，部份音樂劇仍在世界各地的劇場上不斷上演中。在漢默斯坦二世前，他又曾跟勞倫茲·哈特合作創作過另一批的音樂劇，但他們兩人合作的作品，相比之下名氣顯然不及與漢默斯坦二世的作品。
另外，羅傑斯亦創作大量電影及電視的配樂。他一生中獲得過各類獎項：包括艾美獎、格林美獎、奧斯卡獎、東尼獎、普立茲獎等，他既是首位完成演藝圈大滿貫（EGOT，即先後獲得前面4項殊榮）的音樂家，亦是能在現今美國最主要的音樂頒獎禮中皆曾獲取獎項的音樂人（能同樣獲得如此殊榮的，只有作曲家兼指揮馬文·哈姆利奇）。

## 生平

### 童年時代
羅傑斯1902年出生於美國紐約市皇后區的阿文諾的一個俄羅斯猶太人移民家庭，家中排行第二，父親為醫生，而母親則來自一個營商的家庭，家境不俗。六歲起受母親的感染，羅傑斯便開始學習鋼琴，同時父親和祖父母亦是喜歡唱歌和音樂的人，羅傑斯自少便跟隨他們欣賞音樂會，並接觸各類型的音樂。羅傑斯先後在第十公立學校、唐森哈利遜高中和狄懷特克林頓高中讀書，求學期間，羅傑斯曾參加過一些為有經濟能力的猶太學生而設的夏令營，在一次偶然的機會下，羅傑斯在其中一次的夏令營內創作了他第一首作品《營火的日子》。

## 影视形象
- 2025年电影《蓝月亮》：安德鲁·斯科特饰

## 外部連結
- 互聯網百老匯資料庫（IBDB）上理察·羅傑斯的資料（英文）
- 理察·羅傑斯在互联网电影资料库（IMDb）上的資料（英文）
- The Rodgers and Hammerstein Organization （页面存档备份，存于）
- City Journal article on Rodgers （页面存档备份，存于）
- Centennial features on Rodgers （页面存档备份，存于）
- The Richard Rodgers Collection at the Library of Congress （页面存档备份，存于）
- Richard Rodgers papers, 1914-1989 （页面存档备份，存于）, held by the Billy Rose Theatre Division, New York Public Library for the Performing Arts
- Musicals by Rodgers and Hammerstein
- TimeLine of Rodgers' Life （页面存档备份，存于）
- Review and analysis of Rodgers' later plays （页面存档备份，存于）